# Autobusna linija br. 226 u Zagrebu
Linija 226 (Kaptol – Remete – Svetice) dnevna je autobusna linija u Zagrebu.
Prometuje svaki dan na trasi: Kaptol – Zvonarnička ulica – Degenova ulica – Grškovićeva ulica – Bijenička cesta – Aleja Hermana Bolléa – Mirogojska cesta – Remetska cesta – Kameniti stol – Remete – Barutanski jarak – Bukovačka cesta – (smjer B: Prilesje) – Svetice
Povezuje Šalatu, Mirogoj, Remete i Barutanski jarak s dva terminala: Svetice i Kaptol.

## Vanjske poveznice
- Vozni red linije 226

1. ↑  Datoteke u GTFS formatu. zet.hr. Pristupljeno 5. lipnja 2025. - Sadrži informacije tijela javne vlasti u skladu s Otvorenom dozvolom